# Маулбург
Маулбург (њем. Maulburg) општина је у њемачкој савезној држави Баден-Виртемберг. Једно је од 35 општинских средишта округа Лерах. Према процјени из 2010. у општини је живјело 4.048 становника. Посједује регионалну шифру (AGS) 8336057.

## Географски и демографски подаци
Маулбург се налази у савезној држави Баден-Виртемберг у округу Лерах. Општина се налази на надморској висини од 353 метра. Површина општине износи 9,7 km². У самом мјесту је, према процјени из 2010. године, живјело 4.048 становника. Просјечна густина становништва износи 416 становника/km².

## Међународна сарадња
| Мјесто  | Држава    | Врста сарадње | Од    |
| ------- | --------- | ------------- | ----- |
| Штајнег | Италија   | контакт       | 2000. |
|         | Француска | партнерство   | 1981. |
| Извор   |           |               |       |